# Phoberomys
Phoberomys — викопний рід гризунів. Викопні зразки пізнього міоцену були виявлені в формації Ітузаінго в Аргентині, формації Солімоес в Бразилії, формації Урумако в Урумако у Венесуелі та пліоцені Перу.

## Види
До описуваного роду належать:
- Phoberomys burmeisteri (=P. insolita, P. lozanoi, P. minima, P. praecursor)
- Phoberomys pattersoni

Інший вид, P. bordasii, вважається, що, можливо, належить до Neoepiblema.